# Dorfkirche Hamberge

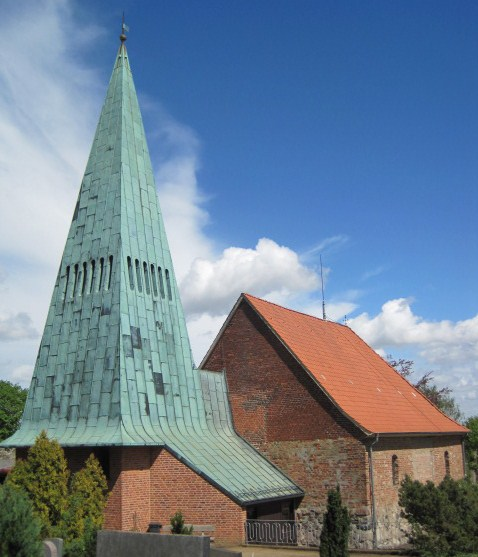
Kirche in Hamberge

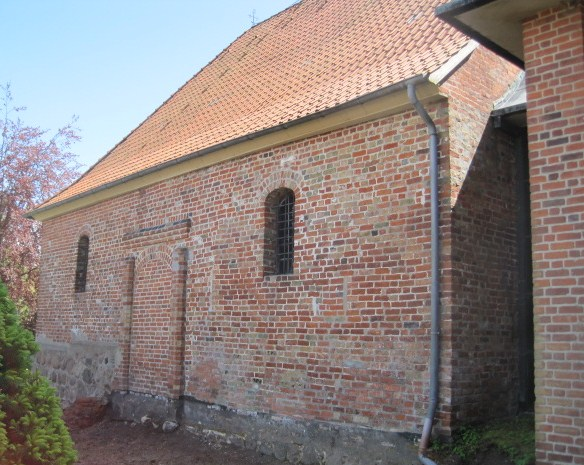
Nordseite der Kirche mit dem vermauerten Portal

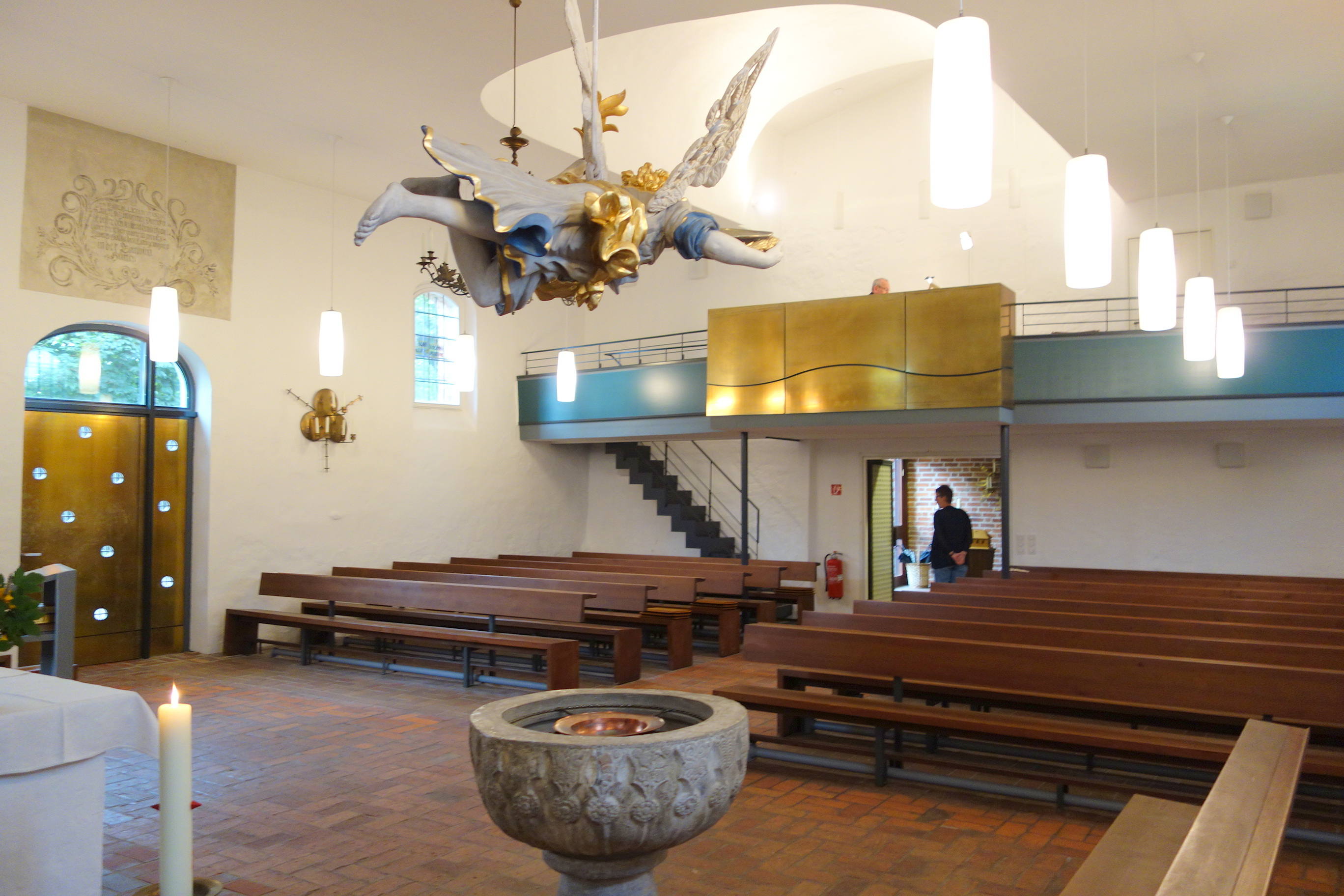
Innenraum, das frühere Südportal (links vom Betrachter) ist durch eine modernistische Eisentür ersetzt.

Die Dorfkirche Hamberge ist eine backsteingotische evangelische Kirche in Hamberge, das als Dorf bis 1804 zum überwiegend evangelischen Domkapitel des Lübecker Doms gehörte.

## Baugeschichte
Die Hamberger Kirche wurde 1327/28 erbaut. Der Grundriss ist rechteckig und breit. Der Baukörper besteht im Sockelbereich aus Lesesteinen, darüber aus Backstein. Es gibt nicht die in der Gegend sonst übliche Gliederung in Kirchenschiff und Chor. Der Kirchenraum nach Art einer Saalkirche geht möglicherweise auf Umgestaltungen des 17. Jahrhunderts zurück und ist mit einem Satteldach über einer Flachdecke abgedeckt. Das Gebäude wurde mehrfach umgebaut, was sich an den Backsteinfassaden und den unterschiedlichen dort verwandten Ziegeln ablesen lässt. So hatte die Kirche früher je ein breites Mittelportal an der Nord- und an der Südseite des Kirchenraums, die beide heute zugemauert, aber dennoch gut zu erkennen sind. Als die Mennoniten im streng lutherischen Lübeck noch kein Begräbnisrecht hatten, bestatteten sie ihre verstorbenen Angehörigen, für das Domkapitel einträglich, in Hamberge auf der Südseite des Kirchhofs. Dabei wurde der Sarg von Nord nach Süd durch die Kirche getragen. Davon zeugen die beiden korrespondierenden Seitenportale, von denen das nördliche heute zugemauert und das südliche durch eine modernistische Eisentür ersetzt wurde. Der ehemals hölzerne Turm der Kirche brannte 1957 ab und wurde 1958 von den Architekten Horst Sandtmann und Friedhelm Grundmann in Anlehnung an die Form des vorherigen hölzernen Glockenturms durch den mit Kupfer eingedeckten Neubau aus Backstein ersetzt. In diesem Zusammenhang entstand auch eine kleine moderne Vorhalle.

## Ausstattung
Bemerkenswerte Ausstattungsgegenstände sind der hochmittelalterliche Taufstein aus Gotlandkalkstein. Zwei Leuchter von 1518 wurden 1778 vom Lübecker Dom erworben. In Hamberge raumprägend ist der barocke Altar nebst Kanzel aus der Werkstatt des Lübecker Meisters Hieronymus Hassenberg von 1722. Neben den Allegorien von „Glaube“ und „Hoffnung“ findet sich die Stifterbüste nebst Wappen des Stifters und Domdekans Johann von Wickede (1664–1732), der damals auf dem Gut Groß Steinrade ansässig war. Die Kirche wurde 1927 von dem Lübecker Künstler Asmus Jessen in Anlehnung an bei der damaligen Restaurierung gefundene Motive neu ausgemalt.

## Persönlichkeiten
Der Begründer der schleswig-holsteinischen Schule für taubstumme Kinder in der Stadt Schleswig, Georg Wilhelm Pfingsten, war an dieser Kirche vorher von 1792 bis 1799 Organist.
Otto Gleiß war von 1879 bis 1888 Pastor in Hamberge und Johannes Biernatzki von April 1899 bis 1910.